# Skvaltkvarn

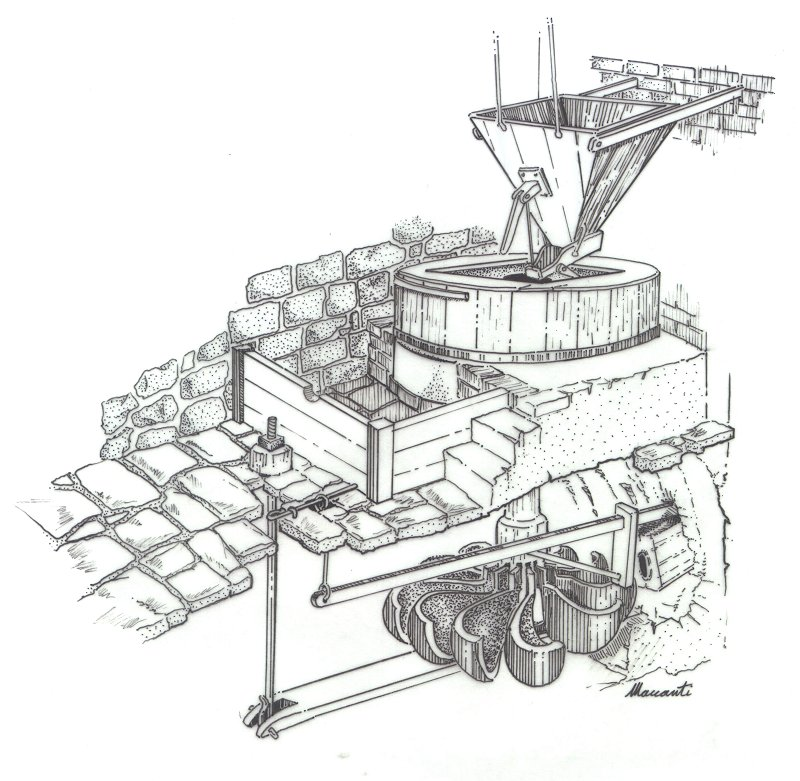
Skvaltkvarnens funktionssätt

En skvaltkvarn, skvalta eller grekisk kvarn,  är en mindre vattenkvarn för malning av säd mellan kvarnstenar, med horisontellt placerat vattenhjul som med en axel sammanbinds direkt, utan växel, med en horisontellt liggande kvarnsten. 

## Historik
Utnyttjande av fallande vatten genom användande av olika typer av vattenhjul som kraftkälla för malning av mjöl och virkesbearbetning har skett i flera tusen år. I Europa finns vattenhjul omtalat sedan 300 före Kristus. Ett vattenhjul av underfallstyp beskrevs av den romerske arkitekten Vitruvius omkring 20 före Kristus. Utformningen har sedan varit densamma fram till 1700-talet. 
Det äldsta belägget för skvaltkvarnar i Sverige är daterad till kring år 1070. Efter arkeologiska utgrävningar 2021 hittades en tusenårig skvaltkvarn i ett område strax norr om Sölvesborg.
Skvaltor användes i mindre skala för lokal mjölproduktion och var den dominerande typen av kvarn fram till 1800-talets första hälft. De ersattes i områden med god vattenföring i första hand av större hjulkvarnar, men det fanns skvaltkvarnar för husbehovsbruk in på 1900-talet. Skvaltkvarnen i Sillarödsbäcken i trakten av Andrarum togs till exempel ur bruk 1922.

## Funktionssätt
Skvaltkvarnen drevs av vatten, som leddes genom en vattenränna till det horisontellt liggande skovelhjulet. Kraftöverföringen skedde sedan genom "kvarnsnesen" (huvudaxeln), via ett "segle" av järn mellan snesen och kvarnstenen, till "löparen", den övre liggande, rörliga kvarnstenen. Snesen stöds nedtill i ett borrat hål i en jordfast sten. Den nedre kvarnstenen är fast och malningen sker mellan den och löparen. Med ett "lätteverk" lättades löparen från den fasta kvarnstenen. 
Säden hälls ned genom "kvarntuten" eller "stupet" och flödet av säd till "kvarnögat" reglerades till lämplig mängd med den rörliga "tryglan". Mjölets grovlek kunde styras genom att ändra avståndet mellan kvarnstenarna med hjälp av läderbitar vid seglets fästen. Det nymalda mjölet samlades upp i "mjölkaret" och rann sedan ned i mjölsäcken eller rakades ihop och fylldes i påsar.

## Bilder

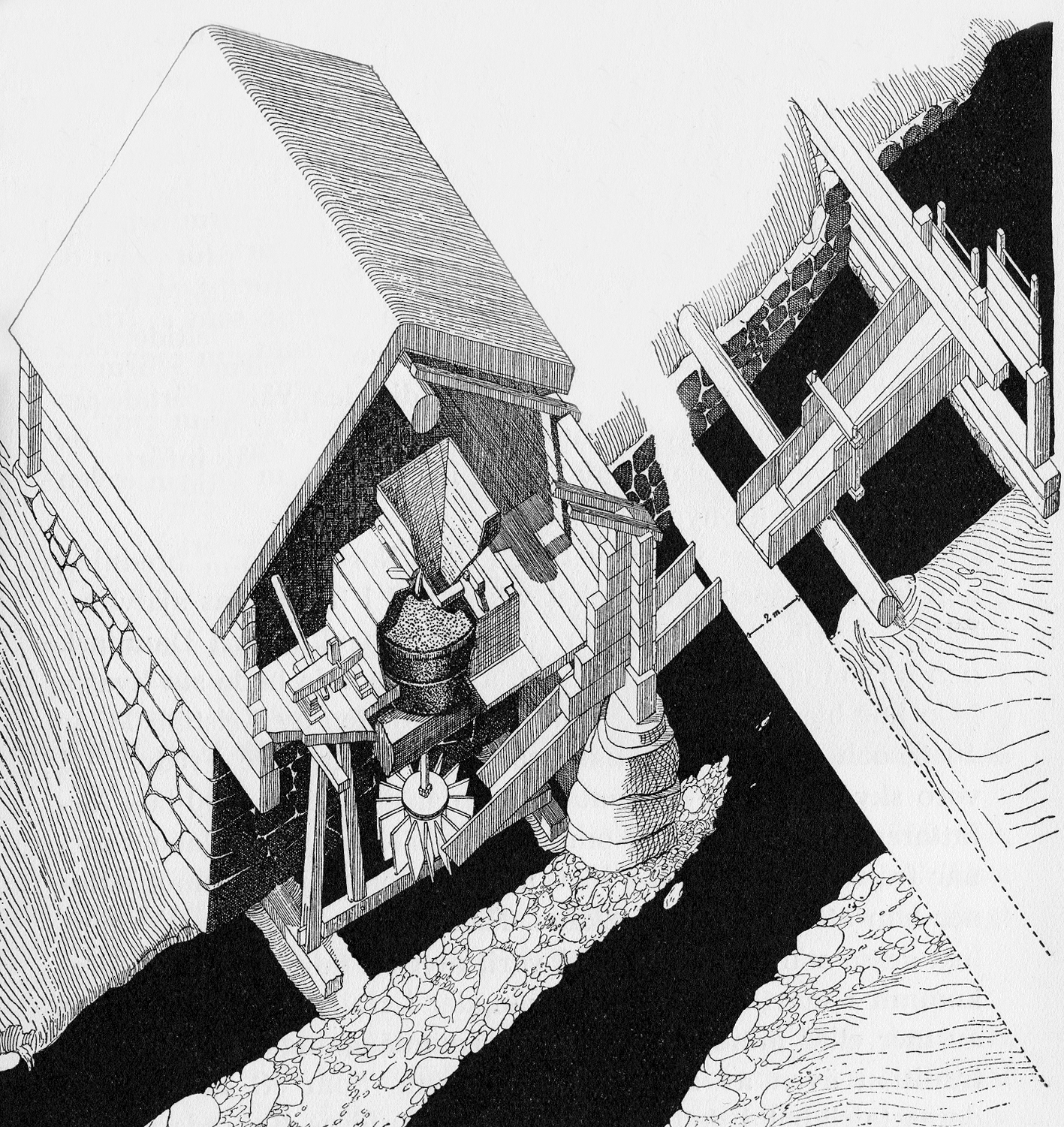
Sprängskiss.
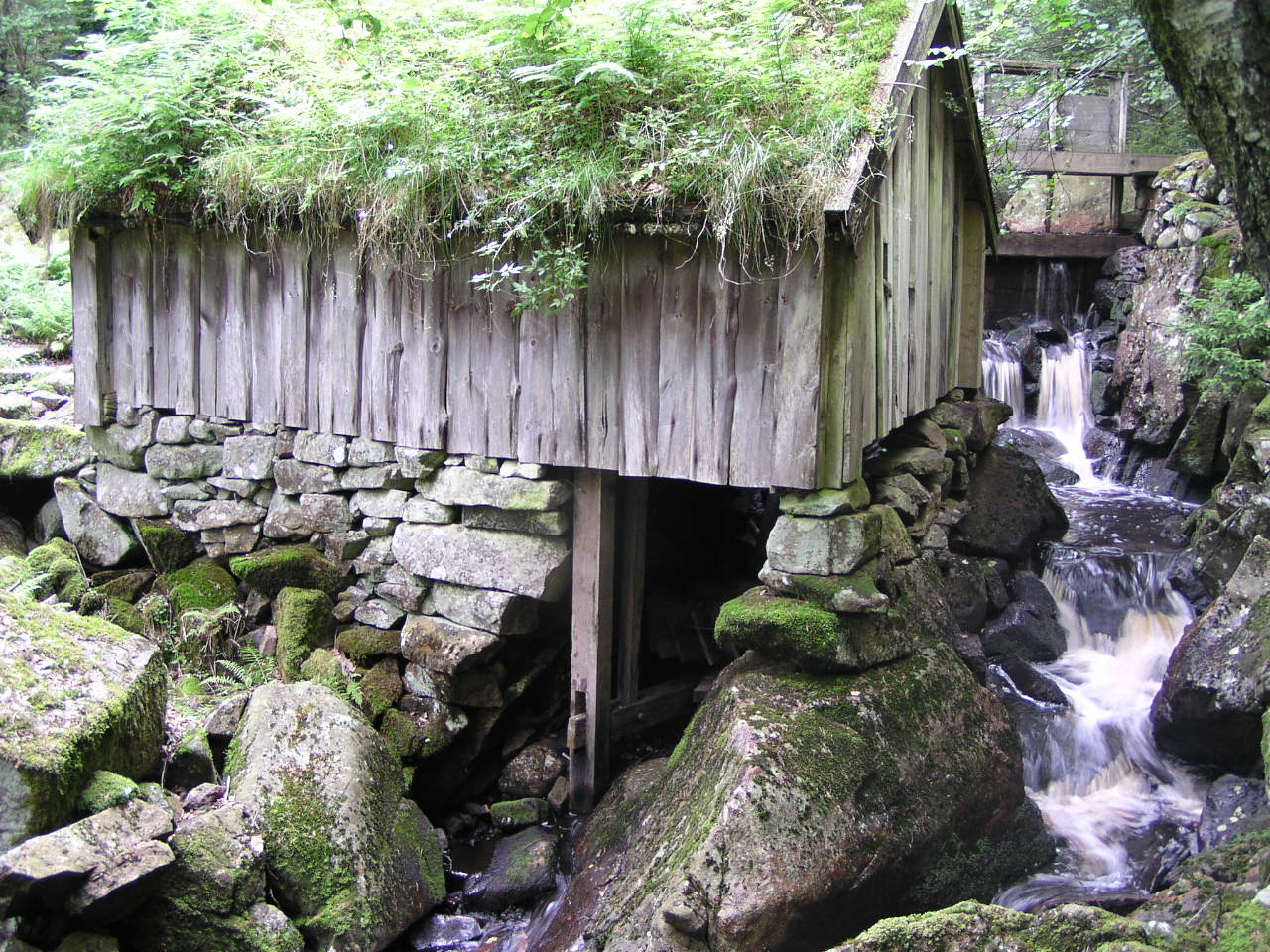
Skvaltkvarnen i Svalilt nära Simlångsdalen i Halmstads kommun.
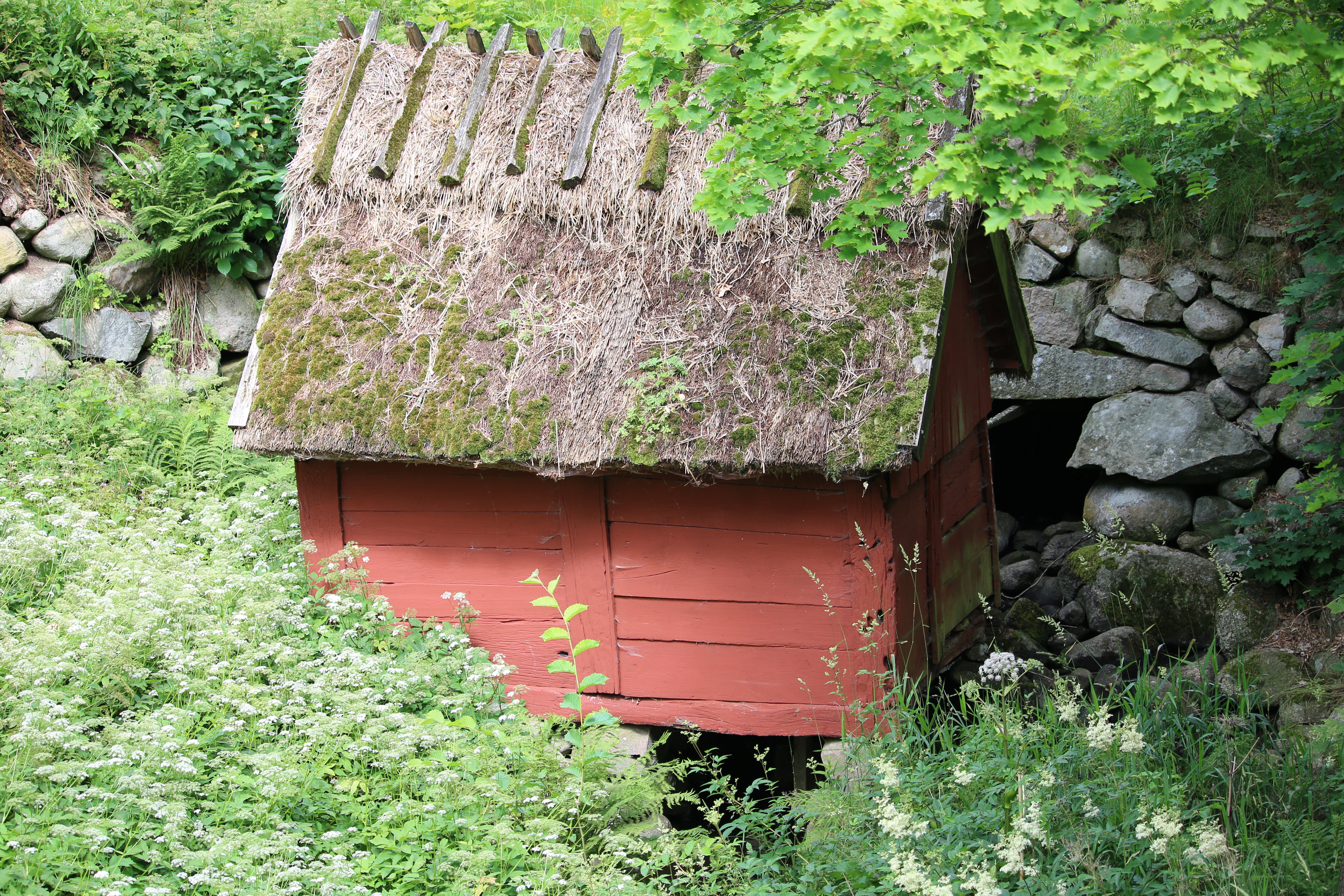
Skvaltkvarnen i Sillarödsbäcken.
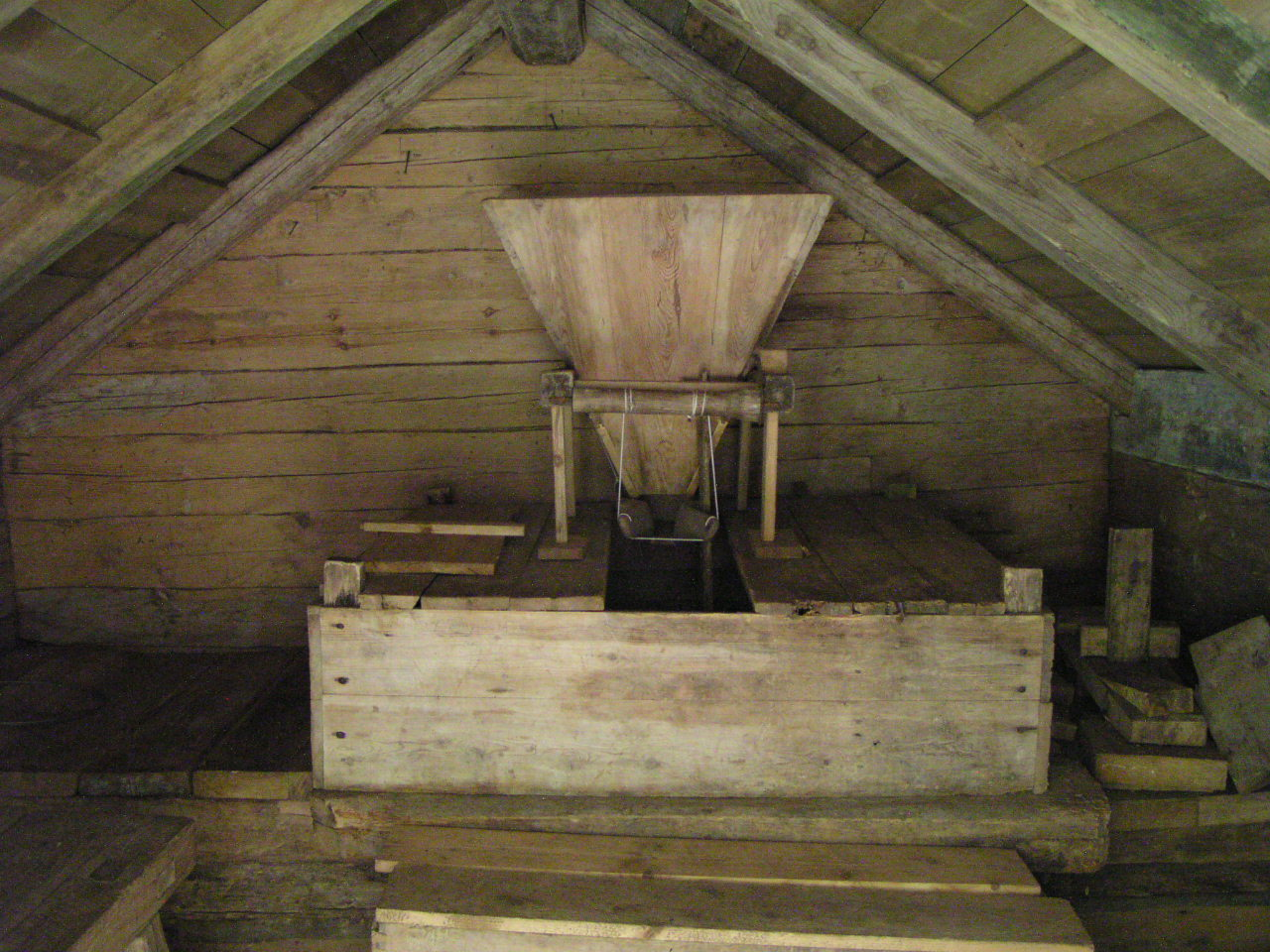
Kvarntut eller inmatningsstup för säd till malning i skvaltkvarn.
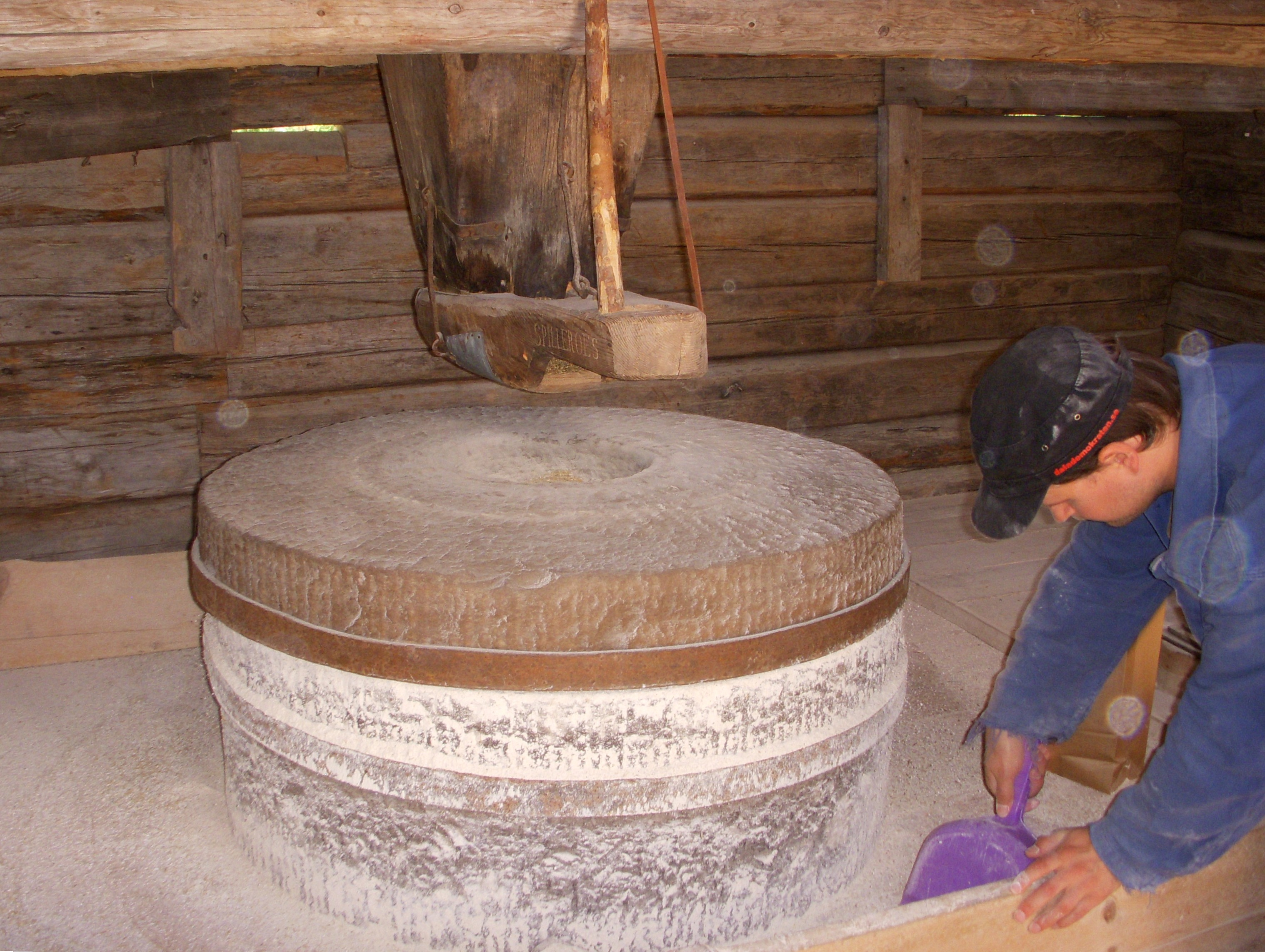
Skvaltkvarn, kvarnsten i Kvarna, Dala-Floda.
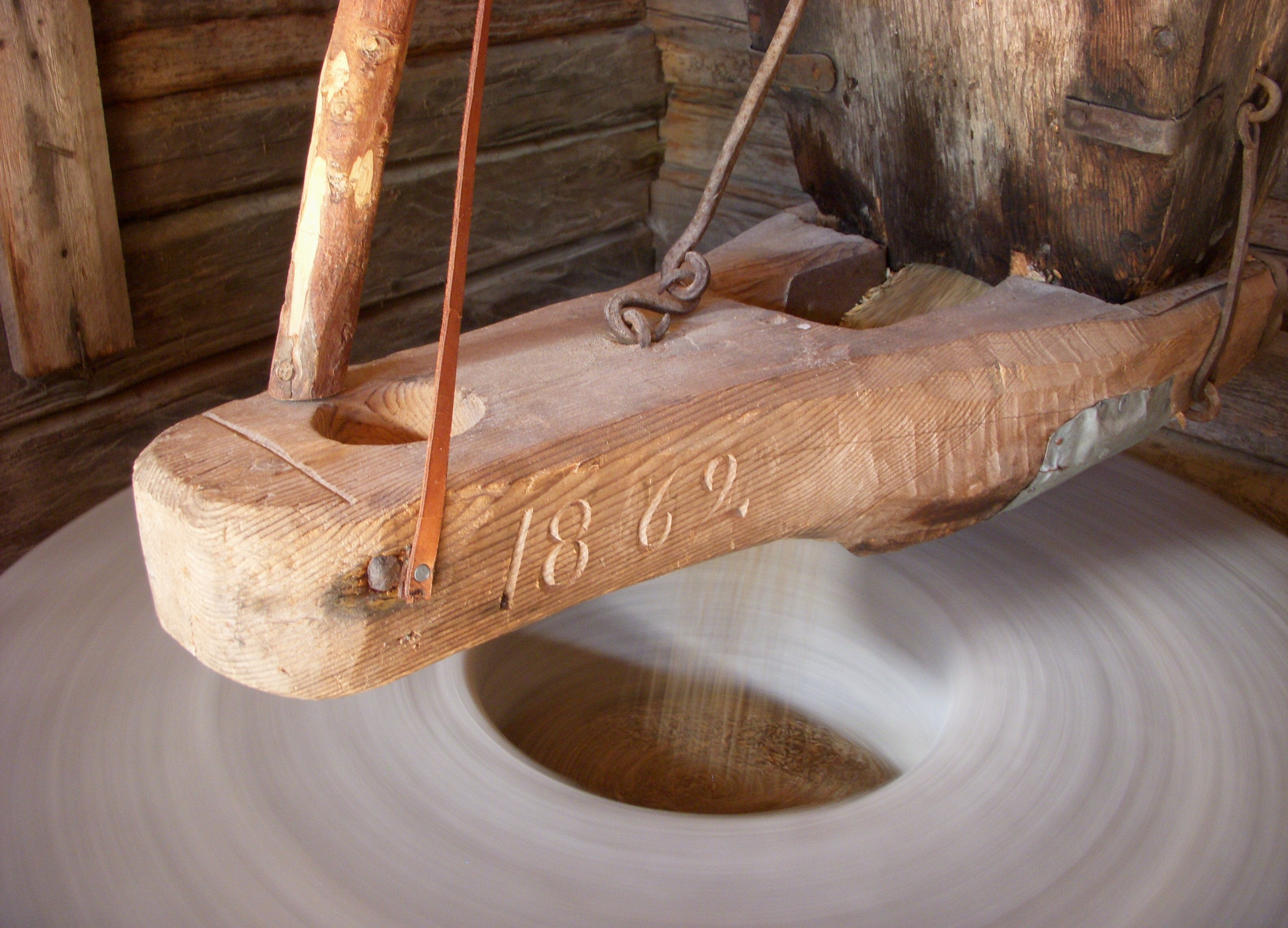
Säden hälls ned genom "kvarntuten" in i "kvarnögat".
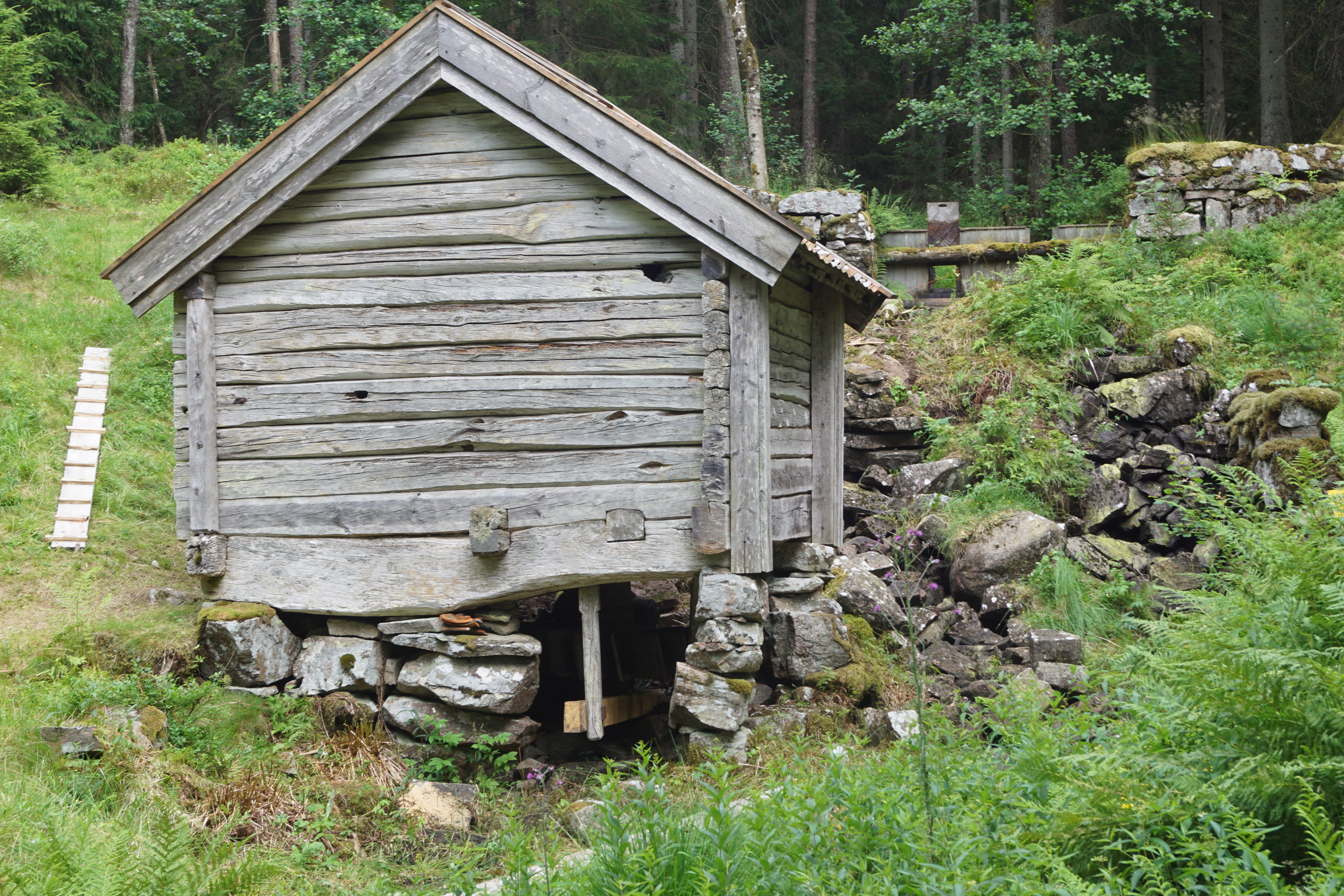
Björns kvarn i Risveden, Skepplanda socken, Ale kommun.
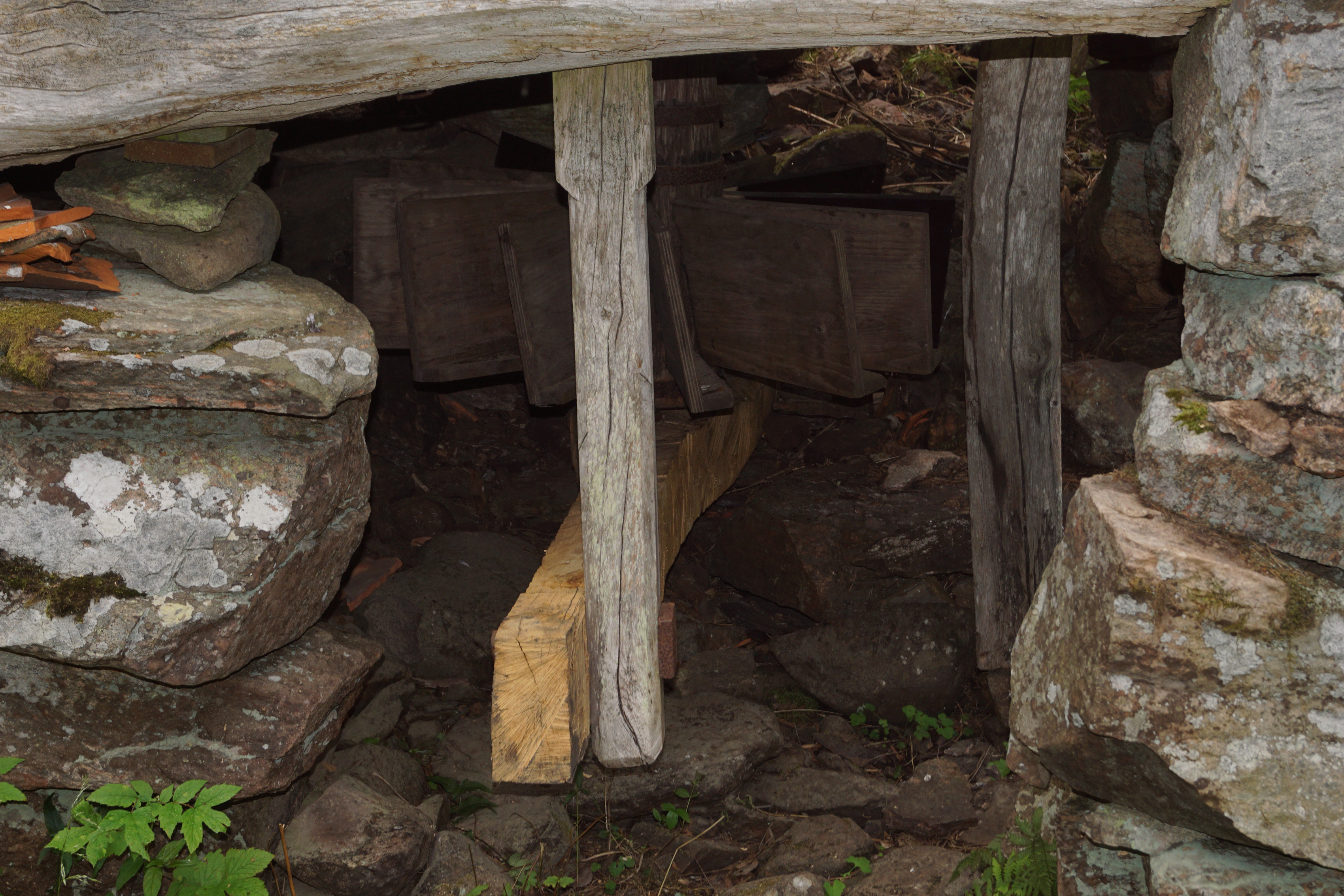
Hjul- och axelmekanismen på Björns kvarn.

## Exempel på skvaltkvarnar i Sverige
- Skvaltkvarnarna i Ulvatorpsbäcken, Halland
- Skvaltkvarnen i Sillarödsbäcken, Skåne
- Skvaltkvarnarna i Kvarna, Dalarna
- Granuddens skvaltkvarn, Lappland
- Siggamåla Skvaltkvarn - Almundsryds hembygdsförening, Småland